# Boleslaw Michailowitsch Markewitsch

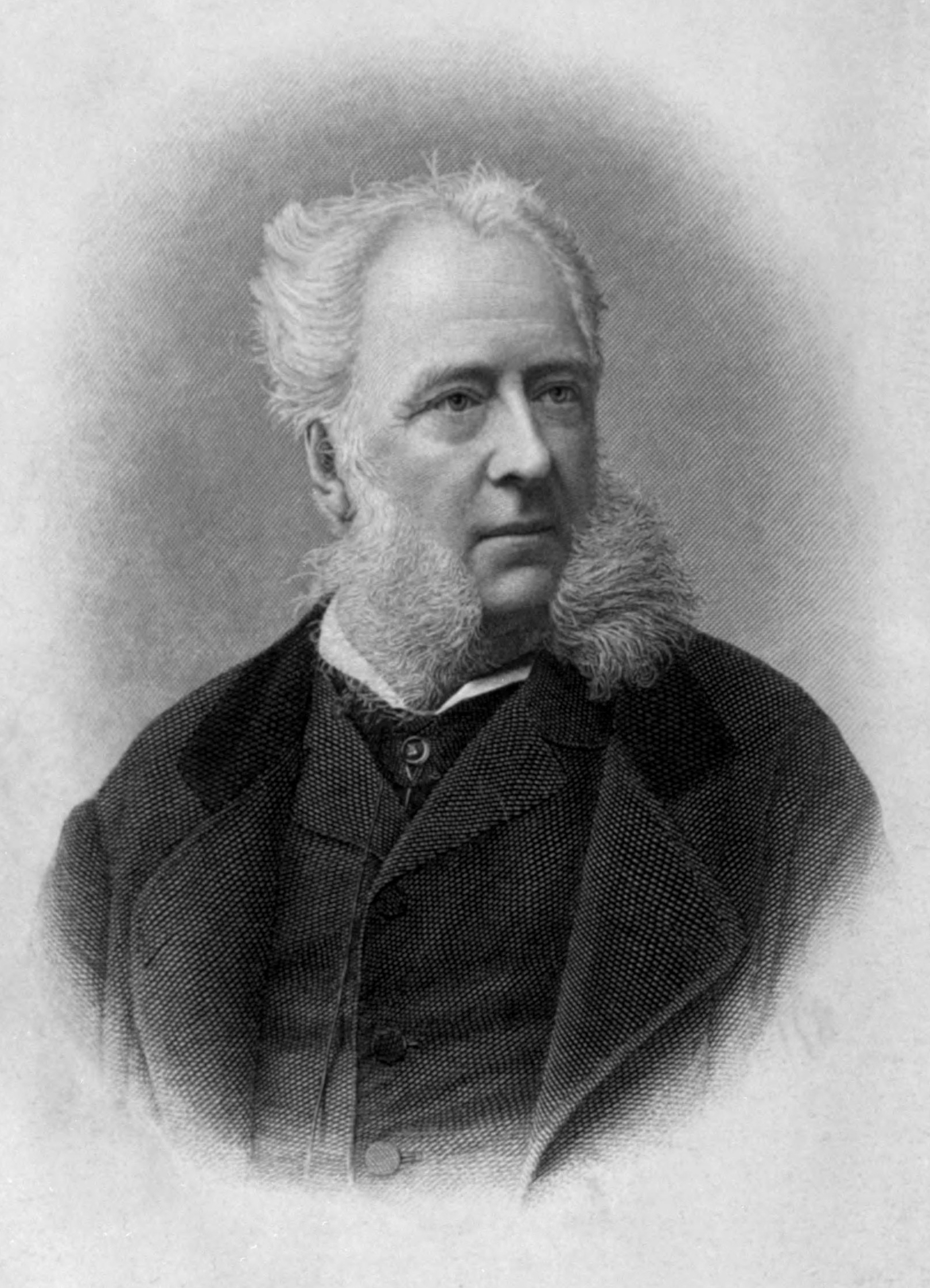
Boleslaw Michailowitsch Markewitsch

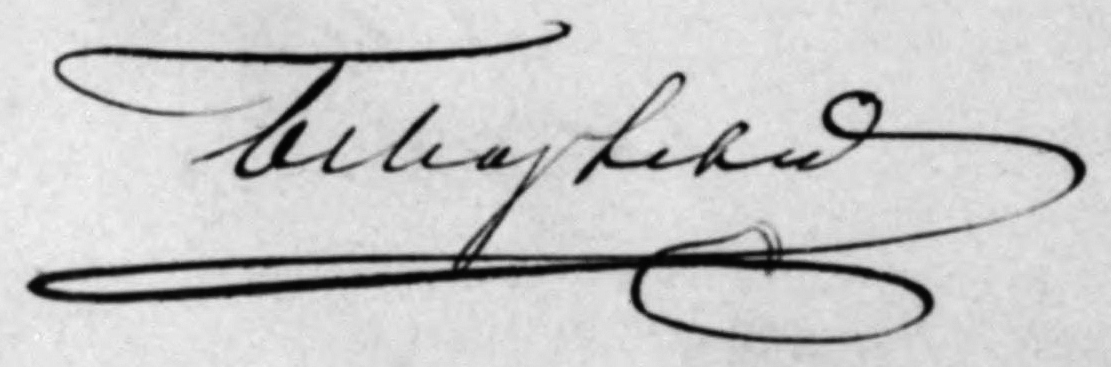
Unterschrift

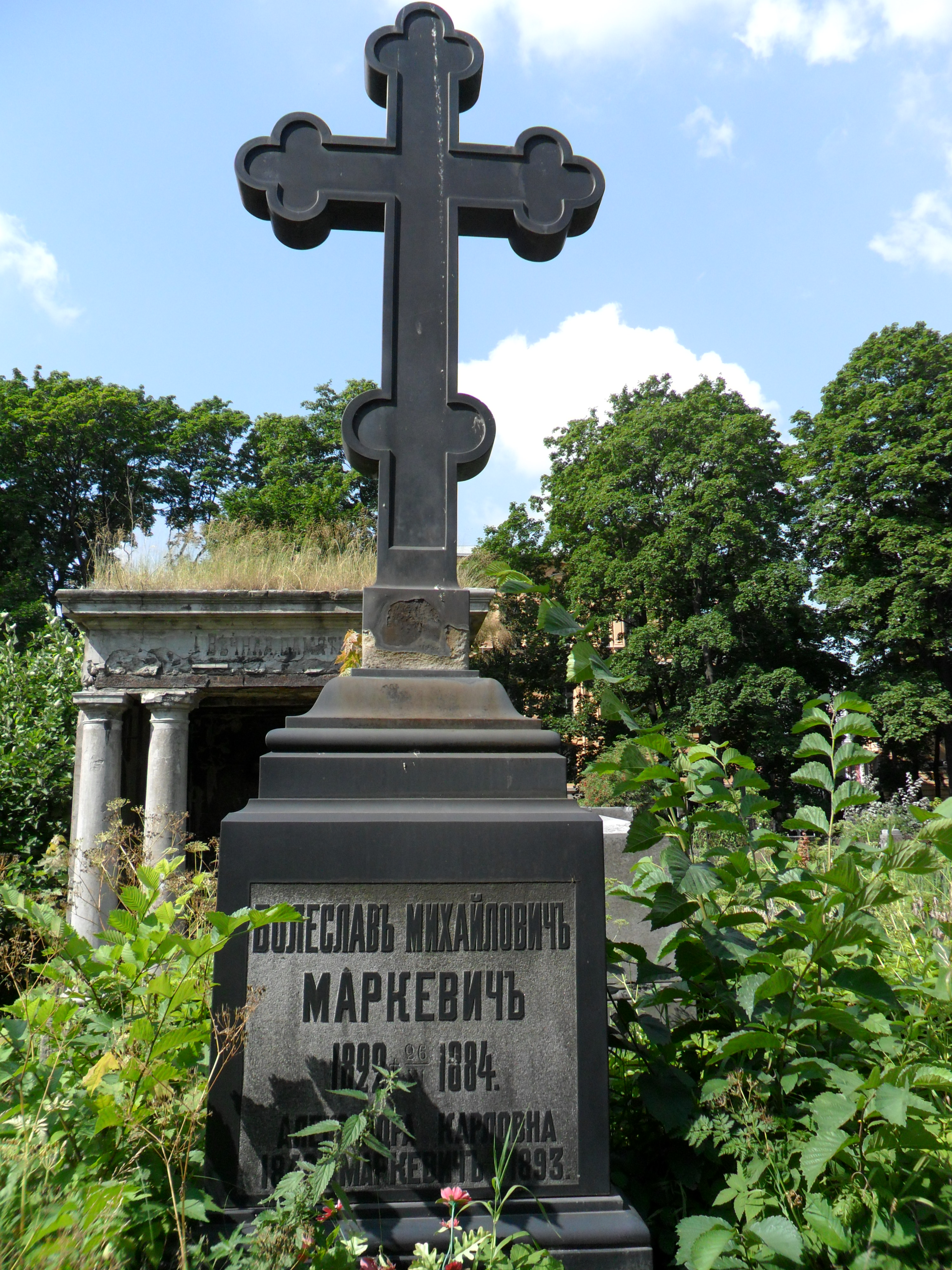
Grab von Markewitsch in St. Petersburg

Boleslaw Michailowitsch Markewitsch (russisch Болеслав Михайлович Маркевич; * 1822 in Sankt Petersburg, Russisches Kaiserreich; † 18. Novemberjul. / 30. November 1884greg. ebenda) war ein russischer Schriftsteller, Journalist und Literaturkritiker. Bekannt sind vor allem seine Trilogie bestehend aus „Vor einem Vierteljahrhundert“, „Die Umwälzung“ und „Der Abgrund“ (unvollendet).

## Leben
Boleslaw Markewitsch wurde 1822 in der russischen Stadt Sankt Petersburg als Sohn einer russischen Adelsfamilie polnischer Herkunft geboren. Er verbrachte seine früheren Jahre in Kiew und im Gouvernement Wolhynien. 1836 zog seine Familie nach Odessa, wo er das Lyceum von Richelieu besuchte, an dem er später auch Jura studierte. Dort begann er nebenher auch erste Gedichte und Essays zu schreiben. Zudem übersetzte er einige Texte aus dem Französisch, die in der Odessky vestnik veröffentlicht wurden.
1842 trat Markewitsch in den Staatsdienst ein und 1843 zog er nach Moskau, um im Sekretariat des Gouverneurs Arseni Andrejewitsch Sakrewski zu arbeiten. Er erlangte Bekanntheit in der Oberschicht Moskaus und St. Petersburgs, vor allem, so wird berichtet, aufgrund seines guten Aussehens, seines Humors und seiner schauspielerischen Fähigkeiten.
Markewitsch stand den Regierungskreisen stets nah und war enger Vertrauter um Michail Katkow. Umso mehr sorgte er für Aufsehen, indem er in seinen Texten reale und bekannte Persönlichkeiten verwendete, was vor allem zur Verbreitung von Gerüchten führte und daher mit Interesse vom Publikum gelesen wurde. Trotz seines polemischen und kontroversen Auftretens – beliebt bei den Konservativen, gehasst auf Seiten der revolutionären Demokraten – wurden seine literarischen Fähigkeiten nie in Zweifel gezogen. Seine Novellen erlangten in ganz Russland Bekanntheit.
1875 verließ Markewitsch den Staatsdienst, er starb 1884 in seiner Geburtsstadt St. Petersburg.

## Werke (Auswahl)
- Trilogie bestehen aus 
  - Vor einem Vierteljahrhundert (Четверть века назад, 1878)
  - Die Umwälzung (Перелом, 1881)
  - Der Abgrund (Бездна, 1884; unvollendet)

Des Weiteren
- Marina aus Ali Rog (Марина из Алого Рога, 1873)
- Zwei Masken (Две маски, 1874)
- Prinzessin Lina (Принцесса Тата, 1879)
- Der Förster (Лесник, 1880)

Sowie 
- Kurzgeschichten und Novellen (Sammelband, 1883)
- Der komplette Markewitsch in elf Bänden (Erste Auflage 1885, St. Petersburg; 2. Auflage 1912, Moskau.[7])